# Q (Star Trek)
Q és un personatge fictici, així com el nom d'una raça, a Star Trek, que apareix a les sèries La nova generació, Deep Space Nine, Voyager, Lower Decks i Picard i en mitjans relacionats. El Q més familiar és interpretat per John de Lancie. És un ésser extradimensional d'origen desconegut que posseeix un poder incommensurable sobre el temps, l'espai, les lleis de la física i la realitat mateixa, sent capaç d'alterar-ho al seu caprici. Malgrat el seu vast coneixement i experiència que abasta eons incomptables, no està per sobre de les bromes pesades per a la seva diversió personal, amb un propòsit maquiavèl·lic o manipulador, o per demostrar un punt de vista. Es diu que és gairebé completament omnipotent i que és contínuament evasiu pel que fa a les seves veritables motivacions.
El nom "Q" s'aplica als noms dels individus retratats (tots els personatges masculins i femenins es refereixen entre si com a "Q"); també s'aplica al nom de la seva raça i al mateix "Continu Q", una dimensió alternativa accessible només als Q i els seus "convidats". Es diu que la veritable naturalesa del regne està més enllà de la comprensió dels "éssers inferiors" com els humans, per tant, només es mostra als humans de maneres que poden entendre; per exemple, una gasolinera deteriorada al "mig del no-res".
A partir de l'episodi pilot "Trobada a Farpoint" de La nova generació, Q es va convertir en un personatge recurrent, amb una pronunciada química còmica i dramàtica amb Jean-Luc Picard. És un antagonista important al llarg de "La nova generació", jugant un paper fonamental tant en el primer com en l'últim episodi. Inicialment, Q es presenta com una força còsmica que jutja la humanitat per veure si s'està convertint en una amenaça per a l'univers, però a mesura que la sèrie avança, el seu paper es transforma més en el d'un mestre de Picard i de la raça humana en general, tot i que sovint de maneres aparentment destructives o pertorbadores, subjectes al seu propi entreteniment. Altres vegades, sobretot durant "El déja Q" i "Voyager", Q apareix a la tripulació demanant ajuda.
Gene Roddenberry va triar la lletra "Q" en honor de la seva amiga Janet Quarton, presidenta de l'UK Star Trek Fan Club.

## La nova generació
Q va debutar a "Trobada a Farpoint", on jutja el capità Picard i la tripulació de l'"Enterprise", argumentant que la humanitat és una raça perillosa i que hauria de ser destruïda. Quan més tard salven la vida d'un alienígena segrestat, Q accepta ajornar el judici, tot i que insinua que no serà l'última vegada que la tripulació el veurà.
A "El joc d'en Q", obliga la tripulació de l'"Enterprise" a participar en un joc de guerra contra monstres que ha invocat, i després fa una aposta amb Picard. Atorga al comandant William Riker els poders d'un Q, i després promet que si Riker rebutja els poders, Q els deixarà en pau. Riker utilitza els poders per salvar els seus amics i comença a perdre's en ells, però finalment aconsegueix rebutjar-los. Q intenta incomplir la seva paraula, però el Continuum Q el revoca per la força.
A "Què Q?", ofereix desprendre's dels seus poders i guiar la humanitat a través de regions desconegudes i preparar-la per a amenaces desconegudes. Picard argumenta que els serveis de Q són innecessaris (i no desitjats), i Q el refuta teletransportant l'USS Enterprise a un sistema distant per al seu primer encontre amb els Borg. Incapaç de resistir-se als Borg, Picard ha de demanar a Q que salvi la nau. Q retorna l' "Enterprise" a casa i li diu a Picard que altres homes haurien preferit morir abans que demanar ajuda. Aquest episodi també revela que Q té un historial passat i una relació hostil amb Guinan.
A "El déja Q", Q és castigat pel Continuum Q fent-se mortal; la seva comissió d'un acte inusualment altruista (sacrificar la seva vida perquè una raça que l'ataqui no destrueixi l' "Enterprise") li garanteix el retorn dels seus poders. En el mateix episodi, Q diu que Picard és «la cosa més semblant a un amic en aquest univers».
Els Q són esmentats a "El tribut del diable". Una dona anomenada Ardra afirma ser el Diable per subjugar un planeta, mostrant habilitats similars als de Q. La tripulació especula que podria ser membre del Continuum Q o fins i tot el mateix Q disfressat abans que Picard assenyali que Q no estaria interessat en l'economia d'un planeta. Ardra és exposada com una estafadora que utilitza tecnologia per simular els seus poders.
A "Qpido", Q intenta venjar a Picard per haver-lo salvat a "El déja Q" ajudant-lo amb la seva relació amb la seva exnòvia Vash. Transporta tothom al Bosc de Sherwood i es presenta com el Xèrif de Nottingham, Picard com Robin Hood, la tripulació com els Alegres Homes i Vash com la Donzella Marian, i després els desafia a rescatar-la. Q i Vash es troben com a ànimes germanes, i ella finalment decideix anar amb ell i explorar l'univers junts.
A "Q de veritat", Q revela que una nova membre de la tripulació anomenada Amanda Rogers és en realitat la filla de dos membres rebels del Continuum Q, i després li ordena que triï entre romandre humana i no utilitzar mai els seus poders, o venir amb ell per unir-se al Continuum. Després d'utilitzar els seus poders per salvar un planeta, Amanda decideix unir-se al Continuum.
Cap al final de "La nova generació", Q és menys antagònica envers Picard. A "Mosaic", Q aparentment salva Picard i l'ajuda a entendre's millor a si mateix, donant-li l'oportunitat d'evitar l'accident que li va donar un cor artificial, només perquè Picard esculli morir com ell mateix en lloc de viure la vida tediosa que hauria viscut sense la inspiració de la seva experiència propera a la mort (tot i que si Q realment va aparèixer en aquest episodi o si va ser simplement una al·lucinació que Picard va experimentar durant la cirurgia es deixa deliberadament ambigu).
A "Totes les coses bones...", Q revela que la prova de la humanitat no ha acabat i desplaça Picard a través de diferents períodes de temps on una anomalia temporal amenaça l'existència de la humanitat. Després que Picard resolgui la situació, Q admet haver-lo ajudat a trobar la solució i haver-lo salvat de la mort. Q marxa, afirmant que la prova de la humanitat mai s'acaba.

## Star Trek: Deep Space Nine
A l'episodi "Q-Less" de Star Trek: Deep Space Nine Vash decideix posar fi a la seva associació amb Q. Q la segueix fins a l'estació Espai Profund 9 i intenta recuperar-la. Q és culpat d'una sèrie de talls de corrent, però ho nega. Q es burla del comandant Benjamin Sisko, només per rebre un cop de puny a la cara, cosa que el sorprèn, ja que "Picard mai va fer això". Els talls de corrent van ser causats per una forma de vida alienígena disfressada de cristall que Vash portava. Q dóna a Vash la seva benedicció per deixar-lo.

## Star Trek: Voyager
A l'episodi "Desig de morir" de Star Trek: Voyager, Q persegueix un membre rebel del Continuum, més tard anomenat Quinn, que ha estat alliberat accidentalment de la seva presó d'asteroides per la tripulació d'aquella nau, i que busca asil a la Voyager. Exigeix que Q el faci humà, ja que ja no vol ser membre del Continuum, però Q s'hi nega, perquè Quinn té la intenció de suïcidar-se si es converteix en humà. Les dues parts acorden permetre que la Capitana Janeway mediï la seva disputa, i després que Janeway finalment doni la raó a Quinn, es fa humà i després se suïcida. Posteriorment es revela que Q va triar ajudar al suïcidi de Quinn.
Més tard, a l'episodi de la Voyager "La guerra dels Q", Q reapareix a la Voyager, demanant a Janeway que tingui el seu fill. Finalment, revela que la incertesa i la inestabilitat causades pel suïcidi de Quinn van dividir el Continuum, provocant una guerra civil entre els seguidors de Quinn (dels quals Q forma part) i la resta del Continuum. Q creu que el naixement d'un nou membre del Continuum podria revitalitzar els Q donant-los alguna cosa nova en què centrar-se després de mil·lennis d'estancament i avorriment. Janeway s'hi nega, i després que ella i la seva tripulació aconsegueixin un alto el foc al Continuum, Q finalment s'aparella amb una Q femella (Suzie Plakson) amb qui havia estat involucrat (anomenada a les novel·les de Star Trek com a "Lady Q"), donant lloc a un fill. La seva descendència neix conscient i amb tot el poder de qualsevol altre Q, tot i que li manca la maduresa adulta. Q converteix Janeway en la seva padrina.
A l'episodi "Q2", apareix a Voyager amb el seu fill immadur i rebel, que apareix com un adolescent humà (interpretat pel fill real de John de Lancie, Keegan de Lancie, i anomenat a les novel·les com a "Little Q" o "q"). Q demana a Janeway que faci de mentor al seu fill, i els dos adults acorden que el noi romandrà a la Voyager, sense els seus poders, i o bé aprendrà a ser un habitant responsable, rendidor de comptes i productiu del cosmos, o bé passarà l'eternitat com una ameba. Finalment, el jove Q s'acosta, però el Continuum no està del tot convençut, així que en negociació amb Q, arriben a un acord. Q ha de protegir, observar i acompanyar eternament el noi per assegurar-se del seu comportament correcte. Q agraeix a Janeway la seva ajuda mostrant-li una drecera a la Terra que estalviarà tres anys al viatge de la "Voyager". Quan ella pregunta per què no els envia directament a la Terra, ell diu que seria un mal exemple per al seu fill fer tota la feina per ells.

## Star Trek: Lower Decks
A l'episodi "Veritas" de "Star Trek: Lower Decks", Q apareix en un salt enrere, desafiant la tripulació sènior de l'USS "Cerritos" a un "joc" inexplicable per demostrar el valor de la humanitat, disfressant-los de peces d'escacs davant d'un camp de futbol ple de cartes antropomòrfiques i pilotes de futbol. Més tard a l'episodi, torna a aparèixer per desafiar els alferes a un duel, però és rebutjat sense contemplacions per l'alferes Mariner, que li diu que "vagi a molestar en Picard". Q els segueix de totes maneres, queixant-se que Picard sempre cita Shakespeare i fa vi.

## Star Trek: Picard
Q torna a la temporada 2 de Star Trek: Picard. A l'episodi "The Star Gazer", l'"Stargazer" es troba amb una nau Borg que conté la Reina Borg. Quan sembla que està assimilant l'Stargazer i controlant la flota, Picard activa el mecanisme d'autodestrucció de la nau per aturar-la. Just quan la nau explota, Picard es desperta sobtadament en una versió diferent de casa seva. Q apareix, inicialment amb l'aspecte d'ell mateix més jove abans de transformar-se en un vell per igualar l'edat de Picard. Q diu que la prova de la humanitat no ha acabat, així que ha alterat la història per mostrar-li a Picard "el final del camí no pres".
En el següent episodi, "Penance", Q actua inusualment agitat mentre afirma que aquest futur fosc i totalitari és culpa de Picard, fins i tot colpejant Picard quan es queixa. Això fa que Picard es pregunti si Q està malalt. Q admet haver salvat Picard i la seva tripulació de l'explosió de l'"Stargazer" i haver-se assegurat que tots recordessin la línia temporal original per donar-los l'oportunitat de tornar-la a canviar. Després que Q marxi, Picard es troba amb la seva tripulació i treballen amb la reina Borg capturada, que pot detectar anomalies temporals i diu que aquest futur va ser causat per un canvi a Los Angeles l'any 2024.
En el següent episodi, "Assimilation", Q apareix breument per burlar-se de Picard sobre com tot es va perdre a causa de les seves pors abans de desaparèixer.
En el següent episodi, "Watcher", Q apareix a Los Angeles el 2024 (abans del Primer Contacte), observant una dona que treballa en un vol espacial planificat a Europa. Aleshores se sorprèn en descobrir que els seus poders no funcionen.
En el següent episodi, "Fly Me to the Moon", es revela que la dona és l'avantpassat de Jean-Luc Picard, Renee Picard. Sense desanimar-se per la pèrdua dels seus poders, Q es fa passar per psiquiatra de Renee i intenta convèncer-la que cancel·li el seu vol espacial a Europa. Quan Picard i la seva tripulació s'assabenten d'això, especulen que aquest és el canvi que causa el futur fosc. Q també coneix el Dr. Adam Soong i li proporciona una cura temporal per a la malaltia mortal de la seva filla Kore. Desesperat per una cura permanent, Soong accepta ajudar Q.
En el següent episodi, "Two of One", Q ordena a Soong que impedeixi a Renee que surti al seu vol espacial, i per això intenta atropellar-la amb el seu cotxe. Tanmateix, Picard l'empeny fora del camí i és atropellat i hospitalitzat per les seves ferides.
Q s'esmenta en el següent episodi, "Monsters". Després de recuperar-se, Picard demana a Guinan que invoqui Q a la seva ubicació perquè pugui interrogar-lo, recordant el comportament inusual de Q en la seva trobada anterior. Guinan revela que el Continuum Q i la seva raça, els El-Aurians, van anar a la guerra en el passat abans de fer un tractat de pau. Tanmateix, el seu ritual per invocar Q falla.
En el següent episodi, "Mercy", després que Picard i Guinan hagin estat arrestats per un agent de l'FBI, Q visita Guinan disfressat d'agent, revelant que s'està morint i que tot aquest escenari només era un intent de donar sentit a la seva vida. Se'n va després de dir que els humans sempre estan atrapats en el passat, cosa que inspira a Picard per indagar en el passat de l'agent i persuadir-lo que els deixi anar. Q visita més tard Kore i li dóna la cura permanent, tot i que Soong no va complir la seva part del tracte, permetent-li marxar de casa seva i escapar del seu pare controlador. La Reina Borg revela el canvi que va causar el futur fosc: a la línia de temps original, Renee va trobar una forma de vida alienígena a Europa, preparant el camí per a la formació de la Federació. Si s'impedeix el vol de Renee, el Dr. Adam Soong finalment ascendirà al poder i es convertirà en governant del món.
A "Farewell", després que es restauri la línia de temps original, Picard deixa la clau mestra darrere d'un maó solt a la paret perquè el seu jo més jove la trobi, i després es troba amb Q a casa seva. Q assenyala que Picard va tenir l'oportunitat de salvar potencialment la seva mare i canviar el seu propi futur, però en canvi va triar acceptar-se tal com és i absoldre's de la seva culpa. Com que Picard s'ha escollit a si mateix, potser ara finalment es creurà digne de ser escollit per algú altre, i fins i tot es donarà l'oportunitat de ser estimat. Q repeteix la seva afirmació anterior que es tractava del perdó: el perdó de Picard cap a si mateix. Q recorda a Picard que totes les morts causades per l'alteració de la línia temporal per part de Q han estat arreglades, excepte Tallinn i Elnor. Tanmateix, Tallinn sempre estava destinat a morir en totes les línies temporals, però gràcies a la intervenció de Picard, Tallinn havia pogut conèixer Renée en aquesta. Picard pregunta per què Q s'havia interessat tant en ell durant més de trenta anys, i Q explica que s'està morint sol i que no vol això per a Picard. Per tant, ho havia preparat perquè Picard pogués viatjar enrere en el temps i alliberar-se del seu passat ("En marxar, et deixo lliure"). Per una vegada, Q no havia estat actuant per cap designi més gran, sinó simplement perquè es preocupava per Picard i realment volia ajudar el seu amic.
Reunits a l'exterior, Q es prepara per utilitzar l'últim del seu poder per enviar Picard i els seus amics de tornada a la seva pròpia línia temporal, una acció que matarà Q en el seu estat debilitat. Quan Rios decideix quedar-se el 2024, Q li diu a Picard que ara té un excedent d'energia inesperat, que utilitzarà per donar-li un últim regal sorpresa. Afirmant que Q no ha de morir sol, Picard l'abraça i, un Q emocionat, promet "Ens veiem allà fora". Després fa petar els dits per última vegada, enviant Picard, Raffi i Set de tornada al 2401 moments abans de la destrucció de l'"Stargazer", donant a Picard l'oportunitat de canviar el seu futur. Poc després, el grup descobreix el regal final de Q: Q ha ressuscitat Elnor i l'ha retornat a l'"Excelsior".
Malgrat la seva suposada mort, Q apareix al fill de Picard, Jack Crusher, en una escena de mitjans de crèdits del final de la sèrie "Star Trek: Picard", "The Last Generation". Quan se li pregunta sobre la seva suposada mort, Q simplement afirma que esperava que la següent generació no pensés tan linealment i que, si bé la prova de la humanitat ha acabat per a Picard, tot just ha començat per a Jack.

## Star Trek: Discovery
Els Q també van ser esmentats a la quarta temporada de Star Trek: Discovery com els possibles creadors de l'Anomalia de la Matèria Fosca que amenaça el Quadrant Alfa, però van ser descartats com a tals per la Federació perquè ni Q ni els seus companys Q no s'havien sentit a parlar des de finals del segle XXVI.

## Continuum Q
En l'univers de Star Trek, el Continuum Q és un plànol d'existència extradimensional, habitat per una raça d'éssers gairebé déus que són omnipotents, immortals i omniscients, que són coneguts genèricament com els "Q". Mostren personalitats individuals (habitualment marcades per l'arrogància) i els seus poders semblen ser il·limitats. Diuen que són indiferents dels assumptes dels éssers "no Q" que viuen en l'espai normal, considerant-los insignificants i infantils. No obstant això, estan clarament interessats en els humans, posant a prova a la raça humana en diverses ocasions. Això implica que els Q se senten intrigats i amenaçats pel potencial de la humanitat.

## Altres
Q apareix també a les novel·les Star Trek:
- Q-in-Law
- Q-Squared
- I, Q (escrit per de Lancie)
- The Q Continuum (inclou Q-Zone, Q-Space, Q-Strike)
- String Theory
- Star Trek: Borg
- Planet X
- The Eternal Tide

També apareix als videojocs:
- Star Trek: Borg
- Star Trek: The Game Show
- Star Trek: Online
- Star Trek Timelines

## Recepció
El 2009, Q va ser classificat com el 9è millor personatge de tots els "Star Trek" per IGN.
El 2016, Time va classificar Q com el 10è millor dolent de la franquícia "Star Trek".
El 2017, Space.com va classificar Q com una de les "15 de les espècies alienígenes més estranyes" de la franquícia Star Trek.
El 2018, The Wrap va dir que Q estaria al capdamunt de la llista si s'inclogués entre els 39 personatges principals del repartiment de la franquícia Star Trek abans de Star Trek: Discovery.
El 2018, CBR va classificar Q com el millor personatge recurrent de Star Trek.

## Novel·les
- Greg Cox. The Q Continuum.  Pocket Books, 2003. ISBN 0-7434-9182-3.
- Greg Cox. Q-space. 1.  Simon and Schuster, 2012. ISBN 1-4711-0790-6.
- Peter David. Q Squared.  Pocket Books, 2012. ISBN 1-4711-0873-2.
- Peter David; John de Lancie. I, Q..  Pocket Books. ISBN 978-1-4711-0804-4.
  - Peter David; John de Lancie. Io Q.  Roma: Fanucci editorial, 2000. ISBN 8834707273.